# Upper Belize River Valley

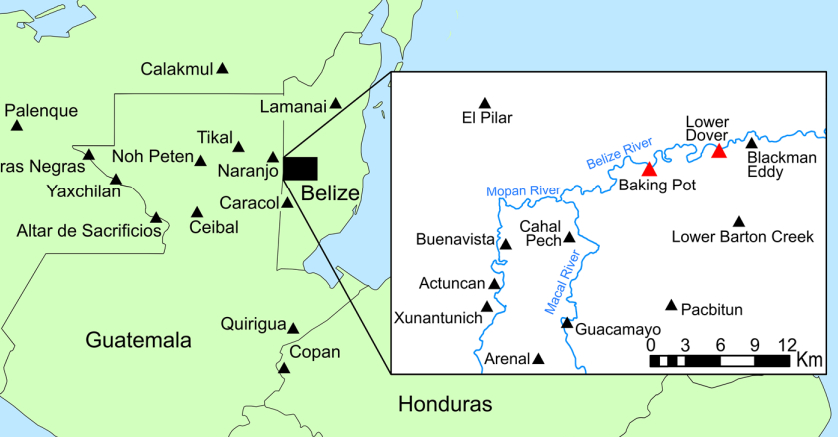
Mesoamerika und das Upper Belize River Valley mit bedeutenden Orten der Maya-Kultur

Upper Belize River Valley, zu deutsch "Tal am Oberlauf des Belize River", ist in der Archäologie der Name einer Region im westlichen Belize, die von Bedeutung für die Erforschung der historischen Maya-Zivilisation ist. 
Es gilt als eine der am intensivsten erforschten archäologischen Regionen der Welt und als Geburtsstätte der Siedlungsarchäologie der Mayazivilisation.

## Geographie
Das Upper Belize River Valley umfasst rund 125 km² und reicht von Xunantunich an der heutigen Grenze zu Guatemala im Westen bis zur Stätte von Blackman Eddy 30 Kilometer flussabwärts im Osten. Nordsüdlich reicht es von El Pilar bis nach Arenal. Seinen Namen erhielt das Gebiet vom Belize River, der aus dem Zusammenfluss der aus dem Süden kommenden Mopan und Macal nah Cahal Pech entsteht und von dort rund 100 Kilometer nach Osten fließt, wo er ins Karibische Meer mündet.

## Geschichte
Die Entwicklung der Region begann mit der Entstehung sesshafter Gemeinwesen wie Actuncan, Blackman Eddy, Cahal Pech und Xunantunich in der frühen Vorklassik zwischen 1200 und 900 v. u. Z. Mit ihrem Wachstum begannen sich die Gesellschaften in der mittleren Vorklassik zwischen 900 und 300 v. u. Z. hierarchisch auszudifferenzieren, im Zuge dessen entstanden Monumentalarchitekturen und ausdifferenzierte Bestattungspraktiken. In der späten Vorklassik entwickelten sich Actuncan, Baking Pot, Blackman Eddy und Cahal Pech zu Zentren kleiner Regionalstaaten, erkennbar an zunehmend größeren Monumentalbauten und Manifestationen eines Königtums. In der Klassik dann waren Actuncan, Arenal, Baking Pot, Blackman Eddy, Buenavista del Cayo und Cahal Pech Zentren autonomer Gemeinwesen, in der Spätklassik zusätzlich Lower Dover, Tipan Chen Uitz und Xunantunich.

## Regionalstruktur
Die großen Zentren waren der Wohnort der höchsten Eliten der Region und bildeten als Königtümer die oberste Stufe (Tier 1) unter den dicht verteilt liegenden Siedlungen im Upper Belize River Valley. Erkennbar wird ihre herausgehobene Bedeutung an kleineren Siedlungen von Gemeinen rund um große monumentalen Anlagen in ihrer Mitte. Letztere enthalten alle dafür typischen Bauten, neben Ballspielplätzen und sacbeob vor allem östliche Triadengruppen (Eastern Triadic Assemblage), dreiteilige Pyramidengruppen, die auf der östlichen Seite der monumentalen Anlagen positioniert sind.
Mit diesen königlichen Zentren verbunden waren wenige, im Tal verteilte kleinere Zentren (Tier 2), die von einzelnen Geschlechtern sekundärer, nicht-königlicher Eliten besiedelt und durch kleinere und nicht vollständige Monumentalarchitekturen geprägt war (meist fehlen die östlichen Triadengruppen). Sie dienten vermutlich als hierarchische Knotenpunkte zwischen den königlichen Zentren. Als niedrigste noch elitäre Zentren zeichnen sich Zentren der Stufe 3 aus, die zwar über größere östliche Triadengruppen verfügten, in denen aber mehrere elitäre Geschlechter miteinander konkurrierten.
Alle diese elitären Zentren waren umgeben von Siedlungen der einfachen Bevölkerung, je höher der Rang des Zentrums, umso mehr Menschen lebten in ihrer Umgebung.
Neben diesen drei Ebenen elitärer Siedlungen finden sich noch zwei weitere, beides Siedlungsgruppen der einfachen Bevölkerung. Sie stehen dicht gedrängt, unterschieden werden sie anhand ihrer Besiedlung als Haushalte von höherem bzw. niedrigerem Status per allgemeinen Anzeichen von Wohlstand, der Grundstücksgröße und des architektonischen Aufwands ihrer Anlage (letzteres reflektierte die Menge an Arbeit, die ein Haushalt mobilisieren konnte). Diese Wohnstätten stehen meist weiter voneinander entfernt, da der Zwischenraum für die Felder reserviert war.